# Profvoetballer van het Jaar 2000
Het gala van de Belgische verkiezing Profvoetballer van het Jaar 2000 werd georganiseerd op 8 mei 2000 in het casino in Knokke. Marc Degryse werd voor de vierde keer door zijn collega's als winnaar uitgeroepen en werd zo recordhouder. Filip De Wilde werd voor de tweede keer uitgeroepen tot Keeper van het Jaar en Walter Baseggio volgde zichzelf op als Jonge Profvoetballer van het Jaar. Frank De Bleeckere werd voor de eerste keer Scheidsrechter van het Jaar. Aimé Anthuenis werd voor de tweede maal verkozen tot Trainer van het Jaar en Pär Zetterberg mocht voor de derde keer op rij de Fair-Playprijs in ontvangst nemen.

## Winnaars
De 34-jarige Marc Degryse werd voor de vierde keer verkozen als beste speler uit de Belgische competitie. De spelverdeler van Germinal Beerschot werd daardoor recordhouder. Hij bleef Pär Zetterberg, die met RSC Anderlecht kampioen werd, vooraf. De Zweed won wel opnieuw de Fair-Play Prijs.
Aimé Anthuenis werd kampioen met Genk, maakte de overstap naar Anderlecht en sleepte zijn tweede titel op rij binnen. Hij mocht zichzelf dan ook logischerwijs opvolgen als beste trainer.
Ook in de categorie voor Jonge Profvoetballer van het Jaar keerde de winnaar van 1999  terug. Walter Baseggio volgde zichzelf op en werd net als Celestine Babayaro recordhouder. Zijn ploegmaat Filip De Wilde werd verkozen tot beste doelman. Hij won de prijs ook al in 1994.
Frank De Bleeckere werd dan weer voor het eerst uitgeroepen tot beste scheidsrechter.

## Uitslag

### Profvoetballer van het Jaar
| Nr. | Land               | Winnaar         | Club               | Ptn. |
| --- | ------------------ | --------------- | ------------------ | ---- |
| 1.  | Vlag van België    | Marc Degryse    | Germinal Beerschot | 270  |
| 2.  | Vlag van Zweden    | Pär Zetterberg  | RSC Anderlecht     | 191  |
| 3.  | Vlag van Noorwegen | Ole Martin Årst | AA Gent            | 178  |

### Keeper van het Jaar
| Nr. | Land             | Winnaar          | Club           | Ptn. |
| --- | ---------------- | ---------------- | -------------- | ---- |
| 1.  | Vlag van België  | Filip De Wilde   | RSC Anderlecht | 437  |
| 2.  | Vlag van Kroatië | Vedran Runje     | Standard Luik  | 282  |
| 3.  | Vlag van België  | Frédéric Herpoel | AA Gent        | 265  |

### Trainer van het Jaar
| Nr. | Land               | Winnaar             | Club               | Ptn. |
| --- | ------------------ | ------------------- | ------------------ | ---- |
| 1.  | Vlag van België    | Aimé Anthuenis      | RSC Anderlecht     | 525  |
| 2.  | Vlag van Noorwegen | Trond Sollied       | AA Gent            | 374  |
| 3.  | Vlag van België    | Franky Van der Elst | Germinal Beerschot | 220  |

### Jonge Profvoetballer van het Jaar
| Nr. | Land                              | Winnaar         | Club               | Ptn. |
| --- | --------------------------------- | --------------- | ------------------ | ---- |
| 1.  | Vlag van België · Vlag van Italië | Walter Baseggio | RSC Anderlecht     | 448  |
| 2.  | Vlag van België                   | Wesley Sonck    | Germinal Beerschot | 309  |
| 3.  | Vlag van Roemenië                 | Alin Stoica     | RSC Anderlecht     | 111  |

### Scheidsrechter van het Jaar
| Nr. | Land            | Winnaar            | Ptn. |
| --- | --------------- | ------------------ | ---- |
| 1.  | Vlag van België | Frank De Bleeckere | 226  |
| 2.  | Vlag van België | Paul Allaerts      | 182  |
| 3.  | Vlag van België | Luc Huyghe         | 180  |

### Fair-Playprijs
| Nr. | Land               | Winnaar        | Club           |
| --- | ------------------ | -------------- | -------------- |
| 1.  | Vlag van Zweden    | Pär Zetterberg | RSC Anderlecht |
| 2.  | Vlag van België    | Rudy Janssens  | KVC Westerlo   |
| 3.  | Vlag van Frankrijk | Eric Joly      | AA Gent        |